# 퍼트리샤 로버츠 해리스
퍼트리샤 로버츠 해리스(Patricia Roberts Harris, 1924년 5월 31일 ~ 1985년 3월 23일)는 미국의 민주당 정치인, 외교관이자 법률 전문가였다.  그녀는 대통령 내각에서 지내는 데 첫 아프리카계 미국인 여성으로 역사를 만들었다.  
퍼트리샤 해리스는 지미 카터 대통령 아래 1977년부터 1979년까지 주택도시개발부 장관, 그리고 1979년부터 1981년까지 보건복지부 장관을 지냈다.  그 전에 그녀는 린든 B. 존슨 대통령에 의하여 임명된 룩셈부르크 주재 미국 대사였다.
그녀는 또한 로스쿨의 학장을 지내는 데 첫 아프리카계 미국인 여성이었다.  추가로 그녀는 포춘 500 명단에 놓인 것들같이 주요 회사를 위한 이사회에 가입하는 데 첫 흑인 여성이었다.

## 초기 생애
일리노이주 매툰에서 태어났다.  부친 버트 피츠제럴드 로버츠는 열차의 식당차에 일했고 그녀의 모친은 힐드런 브로디였다.  퍼트리샤는 맬컴으로 불린 단 하나의 남동생이 있었다.
퍼트리샤가 6세때 그녀의 부모는 헤어졌다.  그녀는 대부분 모친과 조모에 의하여 길러졌다.  그녀는 시카고에 있는 공립 학교들을 다녔다.

## 교육과 초기 활동
퍼트리샤 로버츠는 매우 총명한 학생이었다.  그녀는 5개의 다른 대학들로 장학금을 벌어 하워드 대학교를 선택하고 1945년 최고 영예들과 함께 졸업하였다.  하워드 재학 시절 동안 그녀는 아너 소사이어티 파이 베타 카파의 일부였다.  그녀는 또한 민권을 위하여 일하는 조직 전미 유색인 지위 향상 협회 (NAACP)의 하워드 대학교 지부를 지도하였다.
그녀는 흑인 여성들을 위한 여학생 사교 클럽 델타 시그마 세타의 회원이기도 했다.  1943년 그녀는 첫 "런치 카운터 농성"의 하나에 참여하였다.  이것은 평등권을 위하여 싸우는 데 인종적으로 분리된 런치 카운터들에 사람들에 앉았던 항의였다.
하워드 시절 후에 그녀는 1946년부터 1949년까지 시카고 대학교에서 산업 관계를 수학하였다.  민권과 더욱 연루되는 데 그녀는 1949년 아메리칸 대학교로 옮겨 석사 학위를 땄다.
1955년 로버츠는 윌리엄 비즐리 해리스에게 결혼하였다.  그녀는 교육에서 일하길 원했으나 인종적 분리는 좋은 직업들을 찾는 데 흑인들을 위하여 어렵게 만들었다.  그녀의 남편은 로스쿨에 가는 데 그녀에게 용기를 주었다.  그녀는 1960년 조지 워싱턴 대학교 내셔널 로센터로부터 법학 학위를 얻었다.  그녀는 자신의 94명 학생들의 클래스에서 최고 학생이었으며 동년에 변호사 시험을 통과하였다.

## 경력과 리더십
대학 수학 동안 로버츠는 기독교여자청년회를 위하여 일했다.  그녀는 또한 1949년부터 1953년까지 미국 인권 이사회를 위하여 일하기도 했다.
미국 정부와 그녀의 첫 직업은 1960년에 있었다.  그녀는 미국 법무부의 형사부에서 검사가 되었다.  거기서 그녀는 법무장관이었던 로버트 F. 케네디와 친구가 되었다.

### 교사와 민권 활동
1년 후에 해리스는 하워드 대학교에서 강사와 학생처 부처장이 되었다.  1963년 그녀는 부처장으로서 그만 두었으나 지속적으로 강의하였다.  1962년부터 1965년까지 그녀는 국가 수도 지역 시민 자유 연맹과 일하기도 했다.
해리스는 민주당에서 매우 활동적이 되었다.  1963년 그녀는 하워드에서 전임 교수가 되었다.  존 F. 케네디 대통령은 전미 여성 민권 위원회에 공동 의장을 맡는 데 그녀를 선택하였다.  이 단체는 전국을 걸쳐 대략 100개의 여성 조직들을 함께 데려왔다.

### 룩셈부르크 주재 미국 대사

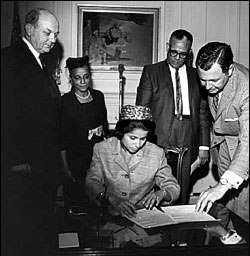
룩셈부르크 주재 미국 대사로서 취임식에서 (1965년)

1964년 해리스는 워싱턴 D. C.로부터 민주당 전당대회를 위한 대표자로 선택되었다.  그녀는 린든 B. 존슨의 대통령 선거 운동과 도움을 주었다.  1965년 10월 존슨 대통령은 그녀를 룩셈부르크 주재 미국 대사로 임명하였다.  그녀는 미국 대사가 되는 데 첫 아프리카계 미국인 여성이었다.
그녀는 자신이 "이 장벽을 무너뜨린" 것으로 선택되는 데 자랑스러웠다고 말했다.  그러나 그녀는 이전에 이런 역할들을 위하여 흑인 여성들이 숙고되지 않았던 것을 보여주었기 때문에 자신이 "첫 니그로 여성"이었다는 것에 약간 슬프게 느꼈다.  존슨 대통령은 1966년부터 1968년까지 유엔 총회로 대표단으로서 그녀를 임명하기도 했다.

### 법률과 기업 이사회
1967년 해리스는 하워드 대학교 법학대학원으로 돌아왔다.  1969년 그녀는 흑인 여성을 위하여 또다른 첫 직업 학장으로 임명되었다.  그녀는 학생들의 시위들을 어떻게 다루는 것에 관하여 대학 총장과 불일치했기 때문에 한달 후에 사임하였다.  그러고나서 그녀는 워싱턴 D. C.에서 "프라이드, 프랭크, 해리스, 슈라이버 앤드 제이컵슨"으로 불린 잘 알려진 로펌에 가입하였다.
1971년 해리스는 IBM의 이사회에 가입하였다.  이것은 포춘 500 회사의 이사회에 지내는 데 그녀를 첫 아프리카계 미국인 여성으로 만들었다.  그녀는 또한 스카트, 워싱턴 은행과 체이스 맨해튼 은행 같은 다른 큰 기업들의 이사회에 지내기도 했다.
그녀는 리더십 역할들에서 충분한 흑인들이 있지 않았다는 것을 지적하였다.  그녀는 큰 기업들이 이것을 바꾸는 도움을 줄 수 있었다는 것을 믿었다.  그녀는 "난 많은 이사회에 처음이나 흑인들 혹은 여성 뿐만 남는 것에 만족하지 않을 것이다"라고 말했다.  
그녀는 민주당에서 지속적으로 중요하게 되었다.  1972년 그녀는 자격 위원회를 지도하였다.  1973년 그녀는 민주당 전국위원회의 회원이 되었다.  그녀의 열성적인 업무와 우수는 지미 카터 대통령이 그의 행정부에 2개의 매우 높은 수준의 직위들로 그녀를 임명하는 것으로 이끌었다.

### 지미 카터 내각에서

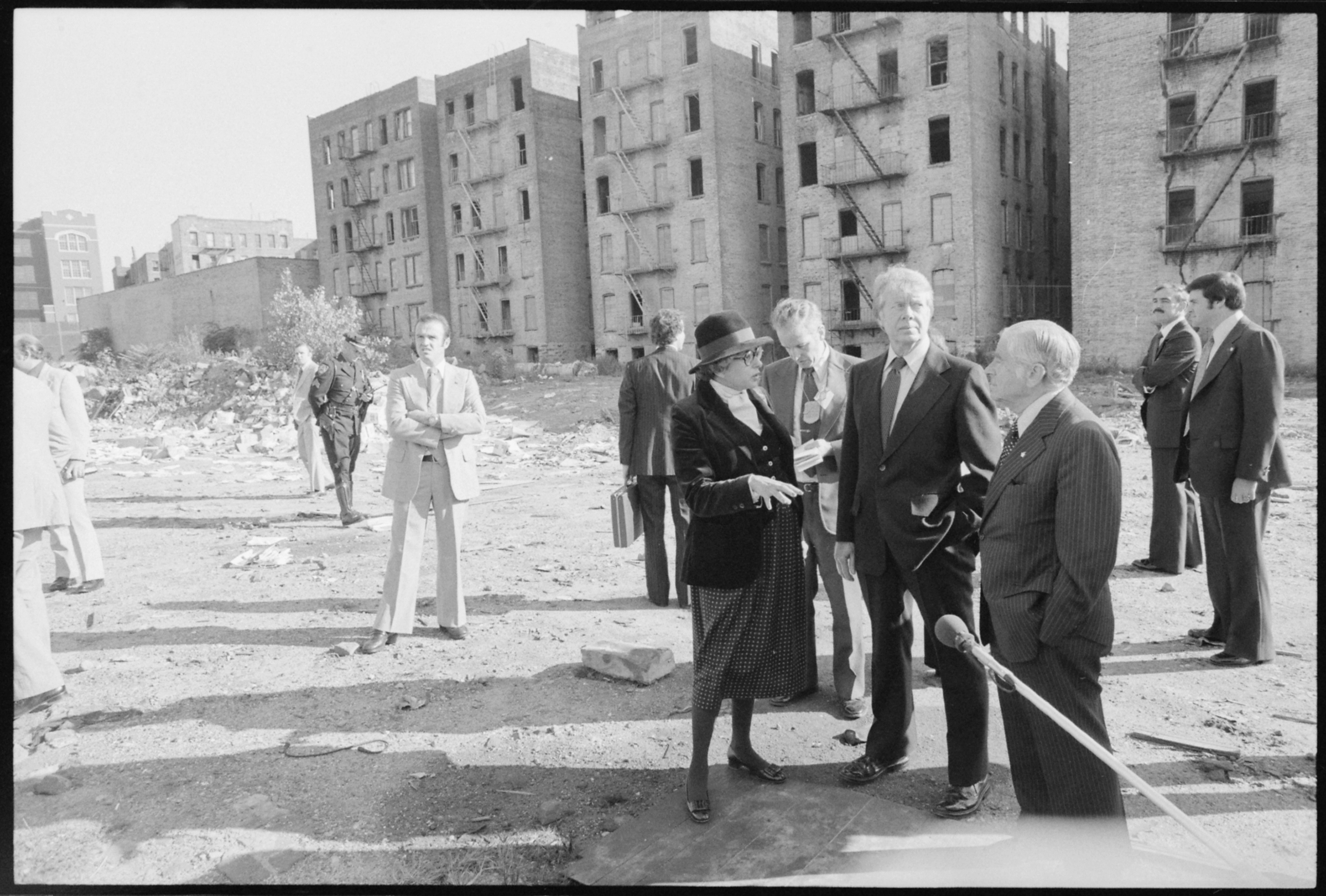
1977년 주택도시개발부 장관 시절 사우스 브롱크스에서 지미 카터 대통령과 뉴욕 시장 에이브러햄 빔과 함께

1977년 지미 카터 대통령이 취임했을 때 그는 로버츠를 주택도시개발부 장관으로 임명하였다.  그녀의 확정 청문회에서 상원은 만약 주택도시개발부가 섬긴 사람들의 필요성을 이해하는 데 만약 그녀가 너무 부유했다면에 의문하였다.
해리스는 유명하게 "난 흑인 여성이며 풀먼 열차 웨이터의 딸입니다.  난 8년전 마저 컬럼비아 특별구의 일부들에서 집을 살 수 없었던 흑인 여성입니다.  나는 권위 있는 로펌의 일원으로서 시작하지 않았으나 학교를 가는 데 장학금이 필요했던 여성으로였습니다.  만약 당신이 내가 그것을 잊었으리라 생각한다면 당신은 잘못된 것입니다"라고 응답하였다.
그녀의 임명은 쉽게 찬성되었다.  해리스는 미국 대통령 승계 서열에 있는 데 첫 아프리카계 미국인 여성이 되었다.  그녀는 1977년부터 1979년까지 주택도시개발부 장관을 지냈다.  그녀는 도시들을 재건하는 데 자금과 프로그램을 제공하면서 이웃들을 향상시키는 데 일했다.
주택도시개발부에서 그녀의 성공 때문에 카터 대통령은 그녀를 1979년 보건복지부 장관으로 임명하였다.  이것은 가장 큰 내각 부처였다.  그녀는 예산 도전들을 관리하고 보건복지부의 리더십 팀을 향상시켰다.  그녀는 1981년 카터가 대통령직을 떠났을 때까지 장관에 남아있었다.

## 이후의 일생과 유산
1981년 해리스는 조지 워싱턴 대학교 로스쿨에서 전임 교소가 되어 1985년 사망할 때까지 거기서 강의하였다.
1982년 그녀는 워싱턴 D. C.의 시장을 위하여 출마했으나 선거를 패하였다.  그녀의 패배의 하나의 이유는 워싱턴 D. C.가 여태까지 여성 시장을 전혀 선출하지 않았기 때문이었을 것이다.  하지만 도시의 훗날의 첫 여성 시장 섀런 프랫 켈리는 사실 해리스의 선거 운동 관리인으로 일했다.

## 개인 생활과 사망
해리스는 미국 인권 이사회에서 일했던 동안 윌리엄 비즐리 해리스를 만나 1955년 9월 1일 결혼하였다.  윌리엄은 이후에 연방 재판관이 되었다.
해리스는 델타 시그마 세타 여학생 사교 클럽의 회원이었다.  그녀는 6년 동안 그 초대 총괄 전무이사를 지내기도 했다.
남편 윌리엄은 1984년 11월에 사망하였다.  1985년 3월 23일 해리스는 60세의 나이에 유방암으로 사망하였다.  그녀는 워싱턴 D. C.에 있는 록 크리크 묘지에 안장되었다.

## 지속적인 영향
그녀의 사후, 특별 프로그램이 하워드 대학교에서 그녀의 영예에 창조되었다.  그것은 퍼트리샤 로버츠 해리스 공공 정책 펠로우십이라고 불렸다.  그것은 공공 문제에서 학생들이 인턴제를 얻는 도움을 준다.  1987년 이래 200명 이상의 학생들이 이 프로그램으로부터 이익을 얻었다.
2000년 1월 27일 미국 우정청은 퍼트리샤 해리스를 영예하는 특별 우표를 발행하였다.  그것은 그들의 흑인 유산 시리즈의 일부였다.  2003년 해리스는 또한 전미 여성 명예의 전당으로 추가되었다.  그녀의 일생은 열성적인 업무와 결심과 함께 장벽이 무너질 수 있다는 것을 보여주었다.